# Alaemon
Alaemon – rodzaj ptaków z rodziny skowronków (Alaudidae).

## Zasięg występowania
Rodzaj obejmuje gatunki występujące w Afryce i Azji.

## Morfologia
Długość ciała 17–23 cm; masa ciała samic 30–47 g, samców 39–51 g.

## Systematyka
Rodzaj zdefiniowała w 1840 roku para niemieckich zoologów, Eugen von Keyserling i Johann Heinrich Blasius, w publikacji własnego autorstwa poświęconej kręgowcom Europy. Gatunkiem typowym jest (oznaczenie monotypowe) skowron pustynny (A. alaudipes).

### Etymologia
Alaemon: gr. αλημων alēmōn, αλημονος alēmonos ‘wędrowiec’, od αλαομαι alaomai ‘wędrować’.

### Podział systematyczny
Do rodzaju należą następujące gatunki:
- Alaemon alaudipes (Desfontaines, 1789) – skowron pustynny
- Alaemon hamertoni Witherby, 1905 – skowron skromny